# Megastethodon
Megastethodon är ett släkte av insekter. Megastethodon ingår i familjen spottstritar.

## Dottertaxa tillMegastethodon, i alfabetisk ordning[1]
- Megastethodon araucarianus
- Megastethodon australis
- Megastethodon basiflavus
- Megastethodon bipunctatus
- Megastethodon boviei
- Megastethodon carbonarius
- Megastethodon chrysops
- Megastethodon consequens
- Megastethodon cuneifer
- Megastethodon dettbarni
- Megastethodon dettmanni
- Megastethodon divisus
- Megastethodon ferociens
- Megastethodon flavolateralis
- Megastethodon geniculatus
- Megastethodon heurni
- Megastethodon hollandianus
- Megastethodon horrificus
- Megastethodon horvathi
- Megastethodon humboldtianus
- Megastethodon hyphinoe
- Megastethodon intermedius
- Megastethodon izzardi
- Megastethodon lineatus
- Megastethodon lundbladi
- Megastethodon maritimus
- Megastethodon modestus
- Megastethodon mysolensis
- Megastethodon nasalis
- Megastethodon neuhausi
- Megastethodon nummus
- Megastethodon ochromelas
- Megastethodon ornatus
- Megastethodon papuanus
- Megastethodon plagiatus
- Megastethodon pseudoxanthorinus
- Megastethodon quadriplagiatus
- Megastethodon rubrifer
- Megastethodon rufinervis
- Megastethodon sanguineus
- Megastethodon septemplagiatus
- Megastethodon sulcatus
- Megastethodon torricellianus
- Megastethodon urvillei
- Megastethodon wataikwensis
- Megastethodon waterstradti
- Megastethodon vilis
- Megastethodon xanthorhinus